# Nepál a 2002. évi téli olimpiai játékokon
Nepál az egyesült államokbeli Salt Lake Cityben megrendezett 2002. évi téli olimpiai játékok egyik részt vevő nemzete volt. Az országot az olimpián 1 sportágban 1 sportoló képviselte, aki érmet nem szerzett. Nepál először vett részt a téli olimpiai játékokon.

## Sífutás
Férfi
| Versenyző        | Versenyszám | Selejtező | Selejtező | Negyeddöntő | Negyeddöntő | Elődöntő | Elődöntő | B döntő | B döntő | Döntő   | Döntő    |
| Versenyző        | Versenyszám | Idő       | Hely.     | Idő         | Hely.       | Idő      | Hely.    | Idő     | Hely.   | Idő     | Helyezés |
| ---------------- | ----------- | --------- | --------- | ----------- | ----------- | -------- | -------- | ------- | ------- | ------- | -------- |
| Dzsajarám Khadka | Sprint      | 4:48,42   | 70.       | kiesett     | kiesett     | kiesett  | kiesett  | kiesett | kiesett | kiesett | 69.      |

| Versenyző        | Versenyszám              | 10 km klasszikus | 10 km klasszikus | 10 km szabad | 10 km szabad | Helyezés |
| Versenyző        | Versenyszám              | Idő              | Hely.            | Időhátrány   | Idő          | Helyezés |
| ---------------- | ------------------------ | ---------------- | ---------------- | ------------ | ------------ | -------- |
| Dzsajarám Khadka | 10 + 10 km üldözőverseny | 44:20,3          | 79.              | kiesett      | kiesett      | kiesett  |